# Austrochilus manni
Austrochilus manni är en spindelart som beskrevs av Willis J. Gertsch och Helmuth Zapfe 1955. Austrochilus manni ingår i släktet Austrochilus och familjen Austrochilidae. Inga underarter finns listade.